# Classification des jeux
 (septembre 2023).
Si vous disposez d'ouvrages ou d'articles de référence ou si vous connaissez des sites web de qualité traitant du thème abordé ici, merci de compléter l'article en donnant les références utiles à sa vérifiabilité et en les liant à la section « Notes et références ».
La classification des jeux est une opération délicate qui présente de sérieuses difficultés. De nombreuses tentatives ont été faites depuis plusieurs siècles :

« Il reviendra à Roger Caillois de proposer une classification fondée non sur le caractère descriptif des jeux, ni sur les pulsions des hommes, mais sur l'esprit du jeu considéré en lui-même, sur l'énergie qui l'anime. Il en dégage les quatre catégories devenues classiques : compétition, hasard, simulacre, vertige. La difficulté de toute classification tient au fait que les jeux sont rarement « purs ». Beaucoup procèdent de plusieurs influences à la fois – d'où les tentatives pour combiner les familles. Diverses matrices proposent une recherche en ce sens. Pour être complète, une classification doit prendre en compte non seulement le caractère descriptif des jeux selon la vision traditionnelle et leur énergie selon Caillois, mais également le temps des jeux et aussi leur espace. Le temps concerne les durées et l'histoire, l'espace touche au symbolisme. Les études se poursuivent et s'affinent aujourd'hui avec des travaux comme ceux de Michel Boutin, consacrés plus spécialement aux jeux de stratégie sur tabliers, ou de David Parlett sur les jeux de cartes. »

— Jean-Marie Lhôte, Dictionnaire des jeux de société, p. 133

## Théorie des jeux
« Le regroupement des jeux en familles est une opération très délicate rarement satisfaisante. Le domaine des activités ludiques est lié à une multitude de significations et sa complexité conduit chaque discipline à étudier une facette particulière, intéressante pour certains jeux mais sans fondements pour d'autres. L'évolution permanente des structures de jeux est une raison supplémentaire pour classifier les jeux selon leurs critères fondamentaux et non à partir de leurs singularités. Les caractères essentiels des jeux sont connus depuis les travaux de Cardan puis Leibniz. Cependant, c'est la théorie des jeux de John von Neumann qui va permettre de classifier les jeux à partir de leurs traits fondamentaux. »

— Michel Boutin, Le livre des jeux de pions, p. 123
La théorie des jeux permet d'établir des modèles d'aide à la décision : le problème d'un joueur est de savoir à partir de quelles informations il doit jouer.

« Les joueurs s'appuient sur un certain nombre de paramètres : l'analyse de la position des pions, les résultats d'un générateur de hasard et les caractères essentiels des jeux définis par la théorie de John von Neumann, en particulier le nombre de joueurs et le niveau d'information au sujet des situations du jeu au moment d'effectuer un coup…
Selon la théorie des jeux, le nombre de joueurs est un caractère fondamental de la règle : les jeux à un seul joueur doivent être séparés de ceux à deux joueurs ou plus. Les jeux à un seul joueur diffèrent selon le rôle de la chance. Quand elle existe, le joueur joue contre un adversaire fictif dont les choix sont déterminés par le hasard. En revanche, quand la chance n'intervient pas, le joueur est seul à faire des choix qui le conduisent ou non au résultat. Le solitaire, souvent considéré comme un jeu de pions en raison de sa présentation matérielle, est dans cette catégorie. Les jeux à un seul joueur placent celui-ci devant un problème de mathématiques à résoudre. »

— Michel Boutin, Le livre des jeux de pions, p. 125

## Critères de classification

### Habileté physique
Dès 1564, Jérôme Cardan avait établi la classification formelle des jeux reprise ensuite par Gottfried Wilhelm Leibniz en 1704. Ainsi, au XVIe s. J. Cardan avait déjà séparé : « Les jeux où intervient l'habileté physique – comme les jeux de balle » – et « Les jeux où intervient l'habileté comme aux échecs ». Ensuite Leibniz parlait de « Jeux où entre le mouvement » et de « Jeux où n'entrent que le nombre et la situation ».

### Aspect combinatoire (réflexion/raison)
La formule « aspect combinatoire » utilisée par Michel Boutin (voir ci-dessous) est bien adaptée aux « jeux de pions ». Cependant, elle recouvre un concept qui concerne tous les jeux. Quand l'aspect combinatoire (appelé aussi, « raison », « réflexion », etc.) est la seule composante apparaissant dans les jeux, on parle de « jeux déterminés » qui font l'objet de nombreux travaux de recherches tels ceux de [Pierre Parlebas] :

« Les « jeux déterminés ». Ce sont les jeux de « pure raison » de Leibniz, « d'habileté » selon l'Encyclopédie ou de « pure réflexion » comme le confirme René de Possel en 1936 (page 86). Par un calcul judicieux, le joueur informé est certain de pouvoir gagner (ou tout au moins de ne pas perdre), il s'agit d'une situation de stricte combinatoire, théoriquement maîtrisable de façon totale par le calcul. Pratiquement, ce calcul de stratégie se traduit par un algorithme, c'est-à-dire une séquence ordonnée d'opérations finalisées aboutissant au résultat voulu. Dans cette hypothèse, la stratégie du joueur devient équivalente à un programme et peut se mettre en machine. »

— Pierre Parlebas, Éléments de sociologie du sport, p. 34

### Hasard
On parle de hasard lorsqu'intervient un générateur de hasard dont les résultats ne sont connus que pendant le déroulement du jeu. Concrètement, on utilise par exemple des dés, une roulette, un tirage de carte depuis un paquet dont l'ordre est inconnu, un mot tiré au hasard dans un dictionnaire, etc.
Si le résultat d'un tirage aléatoire est dévoilé avant le début de la partie — ou de chaque manche quand le jeu se joue en manches successives — on ne peut parler de hasard. Par exemple, Rasende Roboter n'est pas un jeu de hasard puisque le tirage au sort de l'objectif intervient au début de chaque manche et non pendant le déroulement de celle-ci. Autre exemple, un tirage au sort pour déterminer qui joue avec les pièces blanches aux échecs n'en fait pas un jeu de hasard.
On ne parle pas non plus de hasard quand on est en présence d'une décision prise par un adversaire qu'on ne peut connaître avec certitude au moment de choisir sa propre action. L'incertitude dans laquelle se trouve un joueur de Stupide vautour ou de Maka Bana n'est pas à mettre sur le compte du hasard mais de l'incertitude sur la décision de l'adversaire. Cette incertitude peut provenir de deux mécanismes distincts : soit la décision préalable est cachée, soit les choix sont simultanés. Ce qui semble être du hasard est en fait une incertitude basée sur une information imparfaite.
Si le hasard existe bien dans le poker, c'est du fait de la distribution aléatoire des cartes et non de l'incertitude dans laquelle se trouve confronté un joueur qui se demande si son adversaire use ou non de bluff.
NB : Un joueur est parfois considéré comme un « générateur de hasard » lorsque son attitude au cours du jeu ne répond à aucun raisonnement compréhensible aux autres joueurs. C'est notamment le cas de certains joueurs débutants ou de joueurs prêtant peu d'attention au jeu. La partie devient alors chaotique, l'incertitude étant totale. Mais il ne s'agit cependant pas de hasard au sens strict du terme.

### Information
Un jeu est dit à « information complète et parfaite » quand tous les joueurs disposent à tout moment des mêmes informations pour effectuer leurs choix (motivations des joueurs, possibilités de choix des joueurs, et coups passés). Ces informations peuvent parfois nécessiter de la mémoire : par exemple dans certains jeux, tous les joueurs reçoivent au départ un paquet de cartes connues mais ils doivent mémoriser les cartes jouées et donc celles qui restent en main. Pour certains jeux, même très simples (par exemple avec des cartes face cachées, mais qui seront brièvement exposées au cours du jeu), de l'information peut être progressivement acquise, de sorte qu'un jeu peut être en phase finale à information complète et parfaite alors qu'il ne l'est pas au départ.  
En revanche, un jeu, où les participants déterminent simultanément une action, conduit à des situations où l'information est imparfaite : par exemple, élaborer un coup sans connaître les décisions des autres joueurs.
La notion d'information complète, parfaite ou non est fondamentale dans l'élaboration des stratégies et joue un rôle capital dans le comportement des joueurs : les adeptes du poker n'ont pas le même profil que les joueurs d'échecs.
La théorie des jeux distingue information complète et information parfaite.

### Nombre de joueurs
Le nombre de joueurs est fondamental : les jeux à un seul joueur doivent être séparés de ceux à deux joueurs ou plus. 

## Les jeux à un seul joueur (en solitaire)
Les jeux à un seul joueur diffèrent selon le rôle de la chance.
- Quand elle existe, le joueur joue contre un adversaire fictif dont les choix sont déterminés par le hasard.
- Sinon, le joueur est seul à faire un choix.

## Classification des jeux à plusieurs joueursoù n'entre pas «l'habileté physique»
Michel Boutin a donné une classification des jeux sans habileté physique (jeux de pions, de cartes, de dés...) en cinq types de jeux :

« Pour ces jeux, on peut établir une classification formelle selon trois critères : l'aspect combinatoire, le hasard et l'information. On a ainsi huit catégories de jeux indépendantes les unes des autres parmi lesquelles cinq ont un sens : »

| Lignes | Aspect combinatoire | Hasard | Information | Catégories |
| ------ | ------------------- | ------ | ----------- | ---------- |
| A      | OUI                 | NON    | complète    | 01         |
| B      | OUI                 | NON    | incomplète  | 02         |
| C      | OUI                 | OUI    | complète    | 03         |
| D      | OUI                 | OUI    | incomplète  | 04         |
| E      | NON                 | NON    | complète    | *          |
| F      | NON                 | NON    | incomplète  | *          |
| G      | NON                 | OUI    | indifférent | 05         |
| H      | NON                 | OUI    | indifférent | 05         |

« Les lignes A et B correspondent aux jeux où le hasard n'intervient pas, ces jeux déterminés peuvent être à information complète ou non. Les lignes C et D correspondent aux jeux mixtes où le hasard est associé à l'aspect purement combinatoire des jeux déterminés. Les lignes E et F n'ont pas de sens pratique dans le domaine des jeux. Les lignes G et H correspondent aux jeux de pur hasard.
01 - Les jeux déterminés à information complète (dames, échecs, jeu de go)

02 - Les jeux déterminés à information incomplète (Attaque, bataille navale)

03 - Les jeux mixtes à information complète (Backgammon, Pachisi)

04 - Les jeux mixtes à information incomplète (Poker, Rami, Tantalus, mah-jong)

05 - Les jeux de pur hasard (jeu de l'oie, serpents et échelles, Pile ou face). Dans ces jeux, un débutant aurait 50% de chance de battre un champion du monde.
Cette classification, qui tient compte du hasard et des résultats de la théorie des jeux, permet d'établir des classes de jeux parfaitement définies selon des critères objectifs. La frontière qui délimite chaque classe étant précise, tous les jeux non moteurs à plus d'un joueur y trouvent leur place. »

— Michel Boutin, Le Livre des jeux de pions, p. 128-130

Triangle de Bewersdorff : l'incertitude dans un jeu due au hasard, à la variété des combinaisons et aux informations incomplètes.

Cette classification correspond à un schéma publié en 1998 par Jörg Bewersdorff : un triangle montrant les poids des causes de l'incertitude d'un joueur.
Michel Boutin a illustré ces cinq catégories de jeux à partir de quelques titres issus de son ouvrage : Le livre des jeux de pions. Cependant, on peut aisément compléter ces cinq classes de jeux :

### Jeux combinatoires

#### 01 - Les jeux déterminés à information complète
habileté physique - aspect combinatoire - hasard - information complète
Jeux de stratégie combinatoire abstraits (échecs, dames, jeu du moulin, etc.).

#### 02 - Les jeux déterminés à information incomplète
habileté physique - aspect combinatoire - hasard - information complète
Stratego, Diplomacy, Mastermind, Les Dragons du Mékong, etc.

#### 03 - Les jeux mixtes à information complète
habileté physique - aspect combinatoire - hasard - information complète
Jeu des petits chevaux, Ludo, Carcassonne, Nouveaux Mondes, Full Métal Planète, etc.

#### 04 - Les jeux mixtes à information incomplète
habileté physique - aspect combinatoire - hasard - information complète
Bridge, belote, tarot, poker, barbu, dominos, Scrabble, Intrigues à Venise, Cluedo, Labyrinthe, etc.

### 05 - Les jeux de hasard pur
habileté physique - aspect combinatoire - hasard - information complète ou non
On peut consulter la catégorie « jeu de hasard pur », exemples : bataille, jeu de l'oie, loterie, pile ou face

## Classification des jeux à plusieurs joueursoù entre «l'habileté physique»
On retrouve formellement les cinq catégories précédentes. Chacune d'elles est alors associée à l'habileté physique qui joue un rôle dans le mécanisme du jeu. Il peut s'agir d'adresse, de force, de vélocité, de souffle, d'acuité visuelle, etc.

### Exemples
11 - Les jeux déterminés à information complète
habileté physique - aspect combinatoire - hasard - information complète
Caribooh !, Flix, Pitchcar, Jenga, Villa Paletti, etc.
12 - Les jeux déterminés à information incomplète
habileté physique - aspect combinatoire - hasard - information complète
Bonneteau, Dindons & Dragons…
13 - Les jeux mixtes à information complète
habileté physique - aspect combinatoire - hasard - information complète
Micro Mutants, Canon noir, Docteur Maboul, Twister, Jungle Speed, etc.
14 - Les jeux mixtes à information incomplète
habileté physique - aspect combinatoire - hasard - information complète
Squad seven…
15 - Les jeux de pur hasard
habileté physique - aspect combinatoire - hasard - information complète ou non
Cette classe 15 est probablement vide. Dès lors que l'habileté entre en jeu, même s'il ne s'agit que d'adresse, on ne peut en effet plus parler de jeu de « pur hasard ». Les jeux comme Docteur Maboul ou Twister, où la part de réflexion est très réduite, sont avant tout basés sur l'habileté physique. Ce n'est donc pas le hasard qui décide seul du gagnant. Par exemple, dans Twister, quand on annonce « pied gauche sur rouge », c'est le joueur qui décide sur quel rond rouge il va poser son pied, et s'il va passer pour y parvenir par tel ou tel côté afin de conserver son équilibre.

## Autres classifications des jeux
De nombreuses classifications des jeux élaborées par les psychologues, les philosophes, les collectionneurs, les fabricants, les diffuseurs, etc. ne conduisent pas à la définition de classes étanches. Cependant, la classification de Roger Caillois permet de réfléchir à la place du jeu dans les différentes sociétés. Dans son ouvrage, Les jeux et les hommes, les activités ludiques sont réparties en catégories selon l'importance de la compétition, de la chance, du simulacre et du vertige dans les jeux.
On trouve aussi des classifications pédagogiques basées sur des critères qui permettent parfois d'organiser les jeux avec beaucoup de pragmatisme. C'est le cas de la classification proposée par François Haffner sur son site concernant les jeux de société. Les jeux y sont présentés selon deux critères : « Type de jeux/mécanisme » et « Thème du jeu/décor ». Par exemple : Méditerranée (Eurogames, 1996) est de type « affaires-économie » dont le thème est « Égypte, Grèce, Méditerranée, Rome ».